# Dog Star Man
 (mai 2015).
Si vous disposez d'ouvrages ou d'articles de référence ou si vous connaissez des sites web de qualité traitant du thème abordé ici, merci de compléter l'article en donnant les références utiles à sa vérifiabilité et en les liant à la section « Notes et références ».
Pour plus de détails, voir Fiche technique et Distribution.
Dog Star Man est une série de courts-métrages expérimentaux réalisés par Stan Brakhage.

## Liste des courts-métrages
- Prélude: Dog Star Man (1961)
- Dog Star Man: Part I (1962)
- Dog Star Man: Part II (1963)
- Dog Star Man: Part III (1964)
- Dog Star Man: Part IV (1964)

## Description
Le film entier (le Prélude et les Parties 1 à 4) a été sélectionné pour le National Film Registry en 1992.[réf. nécessaire]
Le film fait partie de la collection de DVD by Brakhage: an Anthology Criterion.
Un film plus long a été monté à partir des mêmes séquences, The Art of Vision. Les deux créations sont considérées comme des chefs-d'œuvre de la première période adulte de Brakhage.